# KK Mega Basket
O KK Mega Basket é um clube profissional de basquetebol sediado na cidade de Sremska Mitrovica, Sérvia que atualmente disputa a Liga Sérvia e Liga dos Campeões. Foi fundado em 1998 e manda seus jogos no Sports Hall Pinki que possui capacidade de 3.000 espectadores.

## Nomes de Patrocinadores
O clube foi patrocinado por várias empresas e levou seu nome em competições:
- Mega Ishrana (2005–2007)
- Mega Aqua Monta (2007–2008)
- Mega Hypo Leasing (2008–2009)
- Mega Vizura (2009–2014)
- Mega Leks (2014–2017)
- Mega Bemax (2017–presente)